# Dzierzgów (województwo świętokrzyskie)
Dzierzgów – wieś w Polsce, położona w województwie świętokrzyskim, w powiecie włoszczowskim, w gminie Radków.
W latach 1975–1998 miejscowość administracyjnie należała do województwa częstochowskiego.
Przez wieś przechodzi niebieska ścieżka rowerowa do Radkowa.

## Części wsi
| SIMC    | Nazwa  | Rodzaj  |
| ------- | ------ | ------- |
| 0144070 | Dębnik | kolonia |

## Zabytki
- murowany kościół pw. Wniebowzięcia NMP z 1903 r. z cudownym bizantyńsko-ukraińskim obrazem Matki Boskiej z Dzieciątkiem z I poł. XVII wieku, przywiezionym w 1651 po bitwie beresteckiej[6]
- murowana kaplica cmentarna z II poł. XIX wieku
- nagrobek Walentego Jackowskiego, jego córki i jego zięcia Franciszka Makólskiego
- żeliwny nagrobek Józefa Makólskiego